# Lešanský potok (přítok Romže)
Lešanský potok je menší vodní tok v Drahanské vrchovině a Hornomoravském úvalu, pravostranný přítok Romže v okrese Prostějov v Olomouckém kraji. Délka toku měří 5 km, plocha povodí činí 12,7 km².

## Průběh toku
Potok pramení pod vrchem Horka (354 m) severozápadně od Ohrozimi v nadmořské výšce 327 metrů. Potok teče zprvu severním směrem, až před Lešany se stáčí definitivně k východu. U kostela Nejsvětější Trojice v Lešanech zleva přijímá bezejmenný potok. V PP Pod Zápovědským kopcem jižně od Kostelce na Hané se Lešanský potok zprava vlévá do Romže v nadmořské výšce 236 metrů.